# Nocturne (Oliver Nelson)
Nocturne è un album di Oliver Nelson con il vibrafonista Lem Winchester, pubblicato nel 1961 dalla Prestige Records. Il disco fu registrato negli studi di Rudy Van Gelder il 23 agosto del 1960 a Englewood Cliffs nel New Jersey (Stati Uniti).

## Tracce
Lato A
1. Nocturne – 3:44 (Oliver Nelson)
2. Bob's Blues – 5:28 (Oliver Nelson)
3. Man with a Horn – 6:05 (Eddie DeLange, Jack Jenney, Bonnie Lake)
4. Early Morning – 4:44 (Oliver Nelson)

Durata totale: 20:01
Lato B
1. In a Sentimental Mood – 6:12 (Duke Ellington, Irving Mills, Manny Kurtz)
2. Azur'te – 5:40 (Wild Bill Davis, Don Wolf)
3. Time After Time – 7:23 (Sammy Cahn, Jule Styne)

Durata totale: 19:15

## Musicisti
- Oliver Nelson - sassofono alto, sassofono tenore
- Lem Winchester - vibrafono
- Richard Wyands - pianoforte
- George Duvivier - contrabbasso
- Roy Haynes - batteria